# Phoroncidia hankiewiczi
Phoroncidia hankiewiczi är en spindelart som först beskrevs av Kulczynski 1911.  Phoroncidia hankiewiczi ingår i släktet Phoroncidia och familjen klotspindlar. Inga underarter finns listade i Catalogue of Life.